# Fays-la-Chapelle
 Fays-la-Chapelle  es una población y comuna francesa, en la región de Champaña-Ardenas, departamento de Aube, en el distrito de Troyes y cantón de Bouilly.

## Demografía
| 163 | 173 | 145 | 146 | 133 | 143 |
| Para los censos de 1962 a 1999 la población legal corresponde a la población sin duplicidades (Fuente: INSEE [Consultar]) |     |     |     |     |     |